# Cundinamarcamierpitta
De cundinamarcamierpitta (Grallaria kaestneri) is een zangvogel uit de familie Grallariidae (mierpitta's). Het is een bedreigde, endemische vogelsoort in Midden-Colombia. De vogel werd in 1992 voor het eerst door F. Gary Stiles beschreven. De wetenschappelijke naam is een eerbetoon aan zijn ontdekker Peter Kaestner die in 1989 consul voor de Verenigde Staten in Bogota was.

## Kenmerken
De beschrijving is gebaseerd op drie vrouwtjes die gemiddeld 15,5 cm lang waren en tussen de 46 en 49 g wogen. De volwassen vogel is onopvallend olijfbruin tot groenachtig gekleurd. De vogel heeft relatief lange poten en een zeer kort, zwartbruin staartje.

## Verspreiding en leefgebied
Deze soort is endemisch in nevelwouden tussen de 1800 en 2300 m boven zeeniveau in het oosten van de Andes in Midden-Colombia. De vogel foerageert voornamelijk op insecten op de bosbodem in stukken bos met een rijke ondergroei.

## Status
De cundinamarcamierpitta heeft een beperkt verspreidingsgebied en daardoor is de kans op uitsterven aanwezig. De grootte van de populatie werd in 2012 door BirdLife International geschat op 330 tot 800 volwassen individuen en de populatie-aantallen nemen af door ontbossing, vooral daar waar het bos volledig wordt gekapt. Bij selectieve kap, of als bos de kans krijgt zich opnieuw te ontwikkelen waarbij secundair bos met een dichte ondergroei ontstaat, kan het leefgebied zich herstellen. Deze soort staat als bedreigd op de Rode Lijst van de IUCN.